# Глубокое (озеро, Торопецкий район)
Глубокое — озеро на западе Тверской области, расположено на территории Речанского сельского поселения Торопецкого района. Принадлежит бассейну Западной Двины.
Расположено в 22 километрах к юго-востоку от города Торопец. Находится на высоте 191,3 метра над уровнем моря. Имеет сложную форму, но в целом вытянуто с северо-запада на юго-восток. Длина озера 2,1 км, ширина до 0,35 км. Площадь водной поверхности — 0,7 км². Протяжённость береговой линии — более 5 километров.
Из озера вытекает река Окча, приток Западной Двины. К юго-востоку от Глубокого расположено озеро Мелкое. На северном берегу озера расположена деревня Федотово; на юго-восточном — деревня Мещеки.